# روسارنو
روسارنو (به ایتالیایی: Rosarno) یک کومونه در ایتالیا است که در استان رجو کالابریا واقع شده‌است.

## خصوصیات
روسارنو ۳۹٫۵ کیلومترمربع مساحت و ۱۴٬۸۴۱ نفر جمعیت دارد و ۶۰ متر بالاتر از سطح دریا واقع شده‌است.